# Saint-Escobille
Saint-Escobille település Franciaországban, Essonne megyében. Lakosainak száma 465 fő (2022. január 1.). Saint-Escobille Authon-la-Plaine, Garancières-en-Beauce, Oysonville, Sainville, Mérobert és Plessis-Saint-Benoist községekkel határos.

## Népesség
A település népessége az elmúlt években az alábbi módon változott:
| Lakosok száma | 483  | 540  | 553  | 562  | 534  | 506  | 478  | 473  | 465  |
|               | 2013 | 2015 | 2016 | 2017 | 2018 | 2019 | 2020 | 2021 | 2022 |